# Alza.cz
Alza.cz a.s. je internetový obchod působící v České republice, na Slovensku, v Maďarsku (od roku 2015) a Rakousku (od roku 2016). Patří k největším českým on-line obchodníkům se spotřební elektronikou a zastoupení má také v segmentech hračky, sport, hobby, media a zábava, parfémy, hodinky a drogerie. Prodává i 18 svých privátních značek včetně AlzaPower, AlzaEco nebo Siguro. Kromě e-shopu provozuje i síť kamenných prodejen a výdejních schránek, tzv. AlzaBoxů. 
Společnost vznikla v roce 1994 pod značkou Alzasoft. Ke konci roku 2023 provozovala kromě e-shopu také 61 prodejen a více než 2 400 schránek pro vyzvednutí zboží (tzv. AlzaBox) v Česku, na Slovensku, v Maďarsku a Rakousku. Své showroomy má v Praze, Bratislavě a Budapešti. Společnost Alza.cz je největším e-shopem v Česku s ročním obratem více než 42 mld. Kč za rok 2022 a současně patří i mezi desítku největších obchodníků v ČR.
Alza.cz je vlastněna skupinou investorů, kteří ji ovládají přes holdingovou společnost L. S. Investments Limited, která má sídlo na Kypru. Její akcionáři nejsou známi. Generálním ředitelem a členem představenstva společnosti je zakladatel společnosti Aleš Zavoral. Vedení firmy doplňují na pozicích místopředsedů Petr Bena, Miroslav Kövary a Jakub Krejčíř. Alza.cz působí jako česká akciová společnost s daňovým domicilem v České republice.
Alza.cz patří k největším zadavatelům reklamy v Česku. Firma získala mnoho ocenění, včetně titulu Nejdůvěryhodnější značka mezi e-shopy. V roce 2023 zvítězila v anketě Křišťálová Lupa v kategorii Internetové obchodování.  Společnost bývá kritizována za agresivní reklamu a prodej zboží o svátcích, který český zákon zakazuje. V roce 2013 získala první místo v anketě serveru Markething.cz o „nejotravnější reklamu“.

## Historie
V roce 1994 získal zakladatel společnosti Aleš Zavoral živnostenský list na obchodní činnost. Na jaře 1998 vznikly první webové stránky společnosti, které ještě nesloužily k nákupu. V létě 1998 si Alzasoft pronajal malou prodejnu v Dělnické ulici v Praze. V roce 2000 se přestěhoval do větších prostor v Jateční ulici. Vznikl elektronický obchod propojený s webovými stránkami. V srpnu 2002 byly prodejna i sklady zatopeny, ale chod firmy to výrazněji nenarušilo.

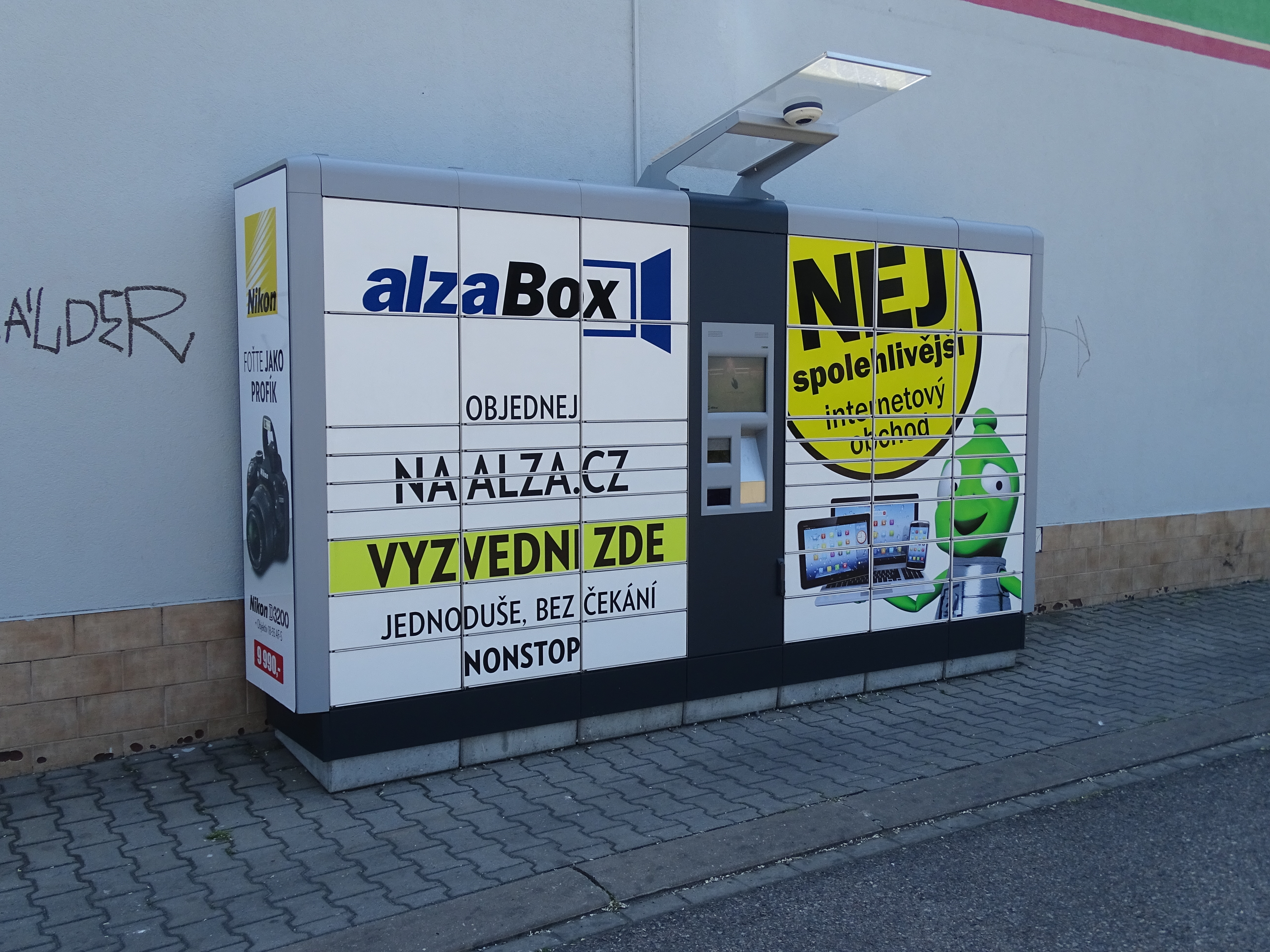
Alzabox v Praze–Hostivaři v roce 2015

1. ledna 2004 vznikla akciová společnost Alzasoft a.s. V té době měla 45 zaměstnanců. Alzasoft otevřel pobočku na Slovensku (postupně s pobočkami v Bratislavě, Nitře, Trenčíně a Trnavě). Rozšířily se firemní sklady o část haly v Pražské tržnici v Holešovicích na celkových 1600 m². V roce 2006 firma prošla rebrandingem a byla přejmenována na Alza.cz. V roce 2007 byl zaveden maskot firmy – mimozemšťan Alzák. V květnu 2008 otevřela firma pobočku v Brně a společnost se i formálně přejmenovala na Alza.cz a.s. Obrat v tomto roce vzrostl o 40 % na 3,2 miliard Kč.

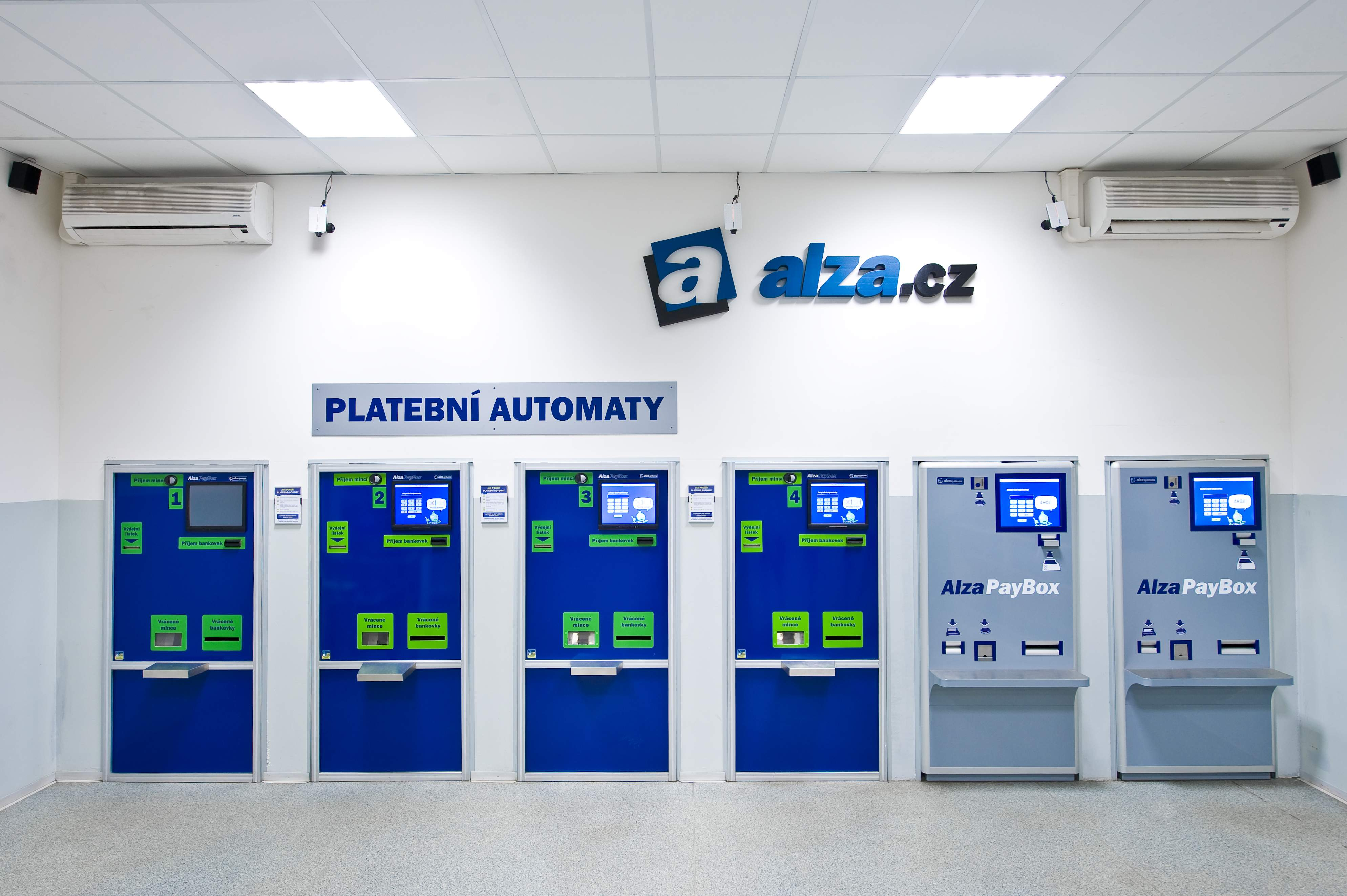
Platební automaty Alza PayBox v roce 2009

V roce 2009 byly postupně otevřeny dvě pobočky v Praze a dále v Hradci Králové, Plzni a v Ostravě. V průběhu roku 2010 pak další v Jihlavě, Zlíně, Karlovy Vary, Ústí nad Labem, Olomouc, Liberec, České Budějovice a na území Prahy. Společnost za rok 2010 utržila 5,608 miliardy. V létě roku 2010 otevřela nové logistické centrum v Praze – Horních Počernicích. V roce 2011 bylo v týdeníku Euro uvedeno, že o internetové obchody společnosti Alza.cz má zájem francouzská společnost Pixmania.
Od ledna 2014 začal internetový obchod společnosti používat platební bránu slovenské Tatrabanky místo do té doby používané brány České spořitelny kvůli výši poplatků za akceptaci plateb kartou, na což Česká spořitelna reagovala podáním stížnosti ke karetním asociacím. V roce 2019 Alza.cz zahájila spolupráci s globální platební platformou Adyen, což firmě přineslo snížení administrativy, lepší dohled i reporting, větší pružnost při zavádění změn i stabilitu v aktuálních krizových dobách.
V říjnu 2015 Alza spustila prémiový klubový program Alza Premium. Každý člen Alza Premium získal za roční členský poplatek po celý rok zdarma dopravu, přednostní výdej nebo prodlouženou lhůtu na vrácení zboží. V roce 2016 společnost odešla z porovnávače zboží Heureka.cz. V srpnu 2016 spustila maďarskou verzi e-shopu. V říjnu 2016 zahájila doručování zákazníkům také o sobotách a nedělích. O víkendech také otevřela všechny své prodejny.
V roce 2017 společnost zavedla v rámci elektromobility a kryptoměn možnost platit pomocí bitcoinů a v e-shopu začala prodávat elektromobily značky Tesla a jiné. V rámci evropské expanze otevřela ve stejném roce první prodejnu v Rakousku, showroom v Maďarsku a pronajala si nový sklad P3 Prague D8 ve Zdibech. Na VŠE zaštítila samostatný předmět E-commerce B2C.
Od října 2017 spolupracuje Alza.cz s Vysokou školou ekonomickou v Praze, kde pod záštitou Fakulty mezinárodních vztahů vyučuje volitelný předmět E-commerce B2C pro magisterský obor. Na tuto aktivitu navázala dalším předmětem Online marketing pro bakalářské studium. Firma jej spolu s vysokou školou poprvé představila v letním semestru 2018.
V únoru 2018 firma začala podporovat vedle bitcoinu také platby kryptoměnou litecoin a v červnu umožnila obě kryptoměny i nakupovat přímo ze svých platebních terminálů, tzv. PayBoxů a CardBoxů. Svým zaměstnancům zase firma nabídla vyplácet část mzdy v bitcoinech. Ve stejném roce Alza v Praze otevřela pilotní projekt tzv. Prodejny budoucnosti – první zcela bezobslužné pobočky, které fungují celoročně 24/7. Sortiment firma rozšířila také o vlastní značku s názvem AlzaPower (zatím IT a elektro příslušenství) a poukazy na nákup kryptoměn. Posílila také svou logistiku – otevřela nový sklad ve Zdibech u Prahy, zavedla expresní výdej zboží přímo ze skladu a díky spolupráci se Zásilkovnou rozšířila stávající síť o dalších 1800 odběrných míst.
V roce 2019 se firma zaměřila na rozvoj B2B, když spustila program Pro školy a stát a rozvíjela program pro firemní zákazníky. Pro dodavatele Alza spustila službu pro zrychlenou úhradu faktur, který umožnil menším dodavatelům získat 75 % z fakturované částky už do 3 pracovních dnů. V únoru Alza otevřela call centrum v Třinci, strategickém místě pro všechny trhy, na kterých firma působí. Pro majitele Apple zařízení zřídila platební metodu Apple Pay. Za dva týdny bylo zaplaceno zboží za více než 4 miliony korun. První specializovanou prodejnu firma otevřela na jaře na pražském Smíchově. V roce 2019 začala Alza prodávat také sportovní obuv, spustila nový prodejní segment pro domácí mazlíčky AlzaPet, zavedla vlastní značku ekodrogerie „AlzaEco“. Firma rozšířila síť Alzaboxů o 100 nových výdejních míst a přidala lokality pro závoz pomocí služby AlzaExpres 2.0, v Praze zahájila spolupráci s Liftagem. Alza přišla s charitativní platformou, Souhvězdím pomoci a projektem Alza Pelíšek. Podpořila přes 80 neziskových organizací.
Alza v roce 2020 zaznamenala svůj nejrychlejší růst za posledních deset let. Růst ovlivnil mimo jiné přesun zákazníků do online prostředí kvůli pandemii koronaviru. Vedení firmy tak rok 2020 zhodnotilo jako druhý nejnáročnější v historii firmy. Rozšiřovala síť výdejních schránek AlzaBoxů, pro bezkontaktní způsob doručení zboží. Na bezkontaktnost přešel kvůli riziku přenosu nákazy také výdej zboží na pobočkách a příjem reklamací. V roce 2020 e-shop spustil a rozšířil několik projektů, jako například skupinové nákupy Sdílej a ušetři, partnerský prodej Alza Dropshipment a Alza partner. Díky tomu byly zařazeny nové segmenty, například móda, alkohol či poukazy na služby. Firma rozšířila o nová města spolupráci s Liftagem, a také službu AlzaExpres. Pobočky Alza otevřela v Benešově a Senci. Jako vůbec první přivedla do České republiky robota od americké firmy Boston Dynamics, od které si pořídila Spota. V roce 2020 navýšil počet partnerů zapojených do programu Alza Dropshipment.
V roce 2021 se firma zaměřila na masivní rozšiřování sítě AlzaBoxů – během roku jejich počet navýšila až na téměř 1800 a zpřístupnila je třetím stranám díky spolupráci s integrátorem Balikobot.
Firma také provozuje vlastní privátní značky, kterých je osmnáct.

## Inovace a služby

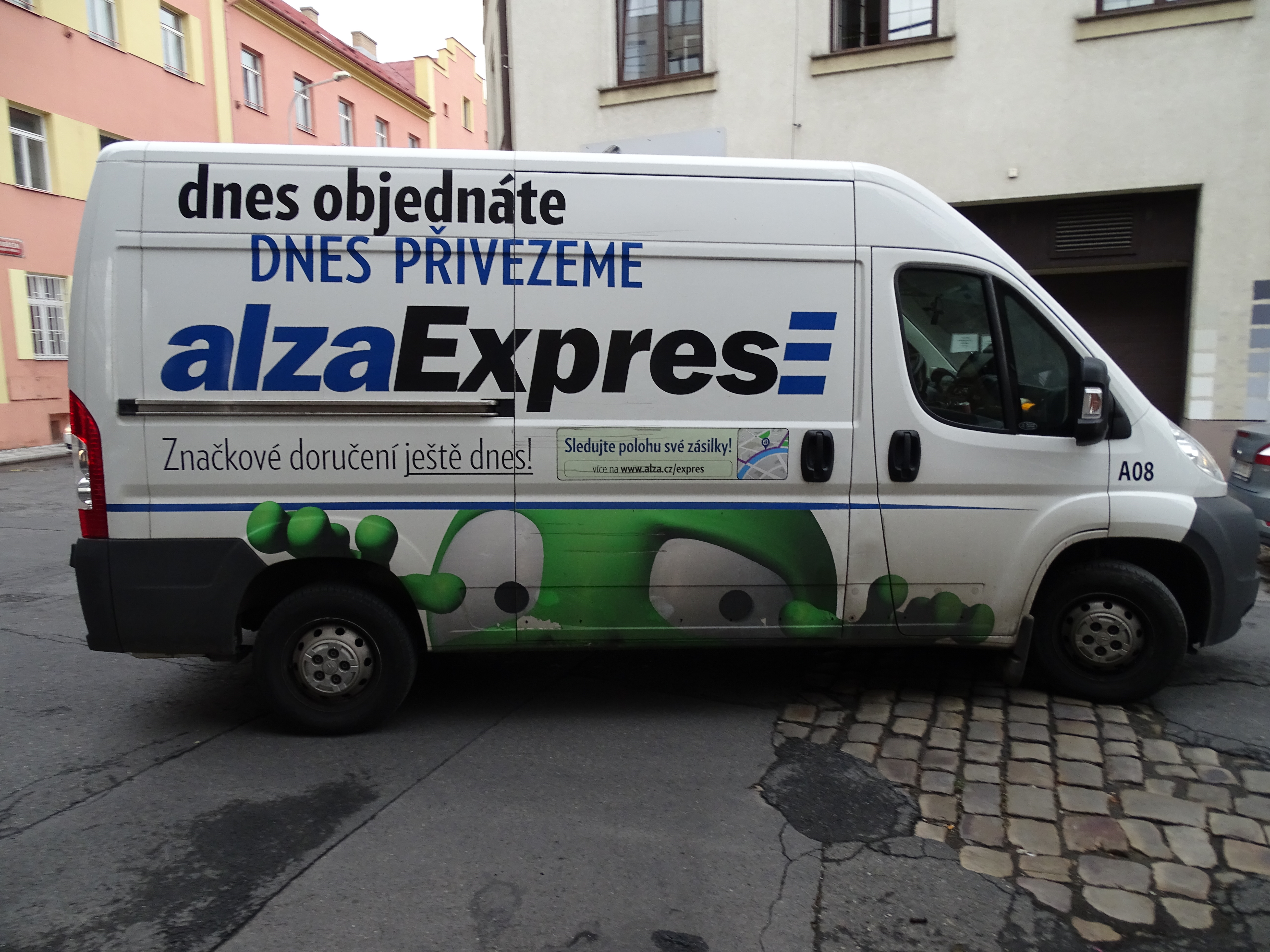
Dodávka AlzaExpres v Praze v roce 2015

- Alza PayBox (CardBox) – platební terminál vyvinutý a patentovaný společností Alza.cz; slouží k rychlému uhrazení objednávky v hotovosti i kartou
- AlzaBox – samoobslužná schránka určená k vyzvednutí zboží, rozmístěné po ČR, SR i v Maďarsku
- AlzaExpres – vlastní autodoprava pro rozvoz zboží; funguje již v 11 městech ČR a na západě SR; možnost zvolit konkrétní časové sloty pro doručení[52]
- AlzaDrive – služba pro nákup z auta (dostupná v Praze a v Bratislavě, Senci)[53]
- Platba kryptoměnami – od roku 2017 je v Alze možno za zboží platit kryptoměnami (nejdříve bitcoiny, později i litecoiny); e-shop to umožnil jako jeden z prvních v ČR[54]
- Elektromobilita – od roku 2017 Alza zařadila do produktového portfolia také automobily a motorky na elektrický pohon[27] (jako první Tesly, později i BMW, Aixam nebo elektrododávky Streetscooter, z motorek pak např. el. verzi Čezety); firma plánovala za elektromobily postupně obměnit i svůj vozový park, v Praze rozváží zboží elektrododávkou Voltia a u automobilky Tesla si přeobjednala tahače Semi; Alza.cz také získala členství v české Asociaci pro elektromobilitu a s ní prosazuje vytváření dobíjecích míst z lamp veřejného osvětlení[55]
- SmartHome – interaktivní expozice tzv. chytré domácnosti otevřena v roce 2017 na showroomu v pražských Holešovicích; s možností vyzkoušet si chytré spotřebiče, osvětlení, zámky i ovládání domácnosti na dálku skrze aplikaci v mobilu; expozice sdružuje přes 120 produktů od více než 20 výrobců[56]
- Mikrozaměstnávání – jednoduchý způsob, jak získat brigádu ve skladech nebo na výdeji Alzy skrze mobilní aplikaci; zájemce o práci si sám určí termín i místo směny a odměnu dostane hned po jejím odpracování; jedinou podmínkou je plnoletost a vlastní bankovní účet[57]
- Zkušebka – služba umožňuje vyzkoušet si vybrané spotřebiče (sušičky, pračky se sušičkami a myčky) po dobu 60 dní zcela zdarma[58]
- Alza HomeBox – inovativní systém doručování; příjemce v době doručení balíku nemusí být doma, aby objednávku osobně převzal; kurýr zásilku uloží do speciální schránky s kódem na pozemku zákazníka[59]
- Kryptoměny v PayBoxech – propojení vlastních platebních terminálů s nákupem kryptoměn; pořídit bitcoiny a litecoiny je nyní možné ve všech kamenných pobočkách e-shopu v ČR, kde se nachází PayBoxy a Card Boxy, tzn. až na 35 nových místech; Alza ale není držitelem kryptoměn, mechanismus pro ni zajišťuje start-up HD Crypto, kterému pronajímá virtuální prostor ve svých terminálech.[31]
- Doručování do kufrů automobilů – ve spolupráci se ŠKODA AUTO začíná Alza.cz jako první e-shop v Česku doručovat objednávky do kufrů vozidel.[60]

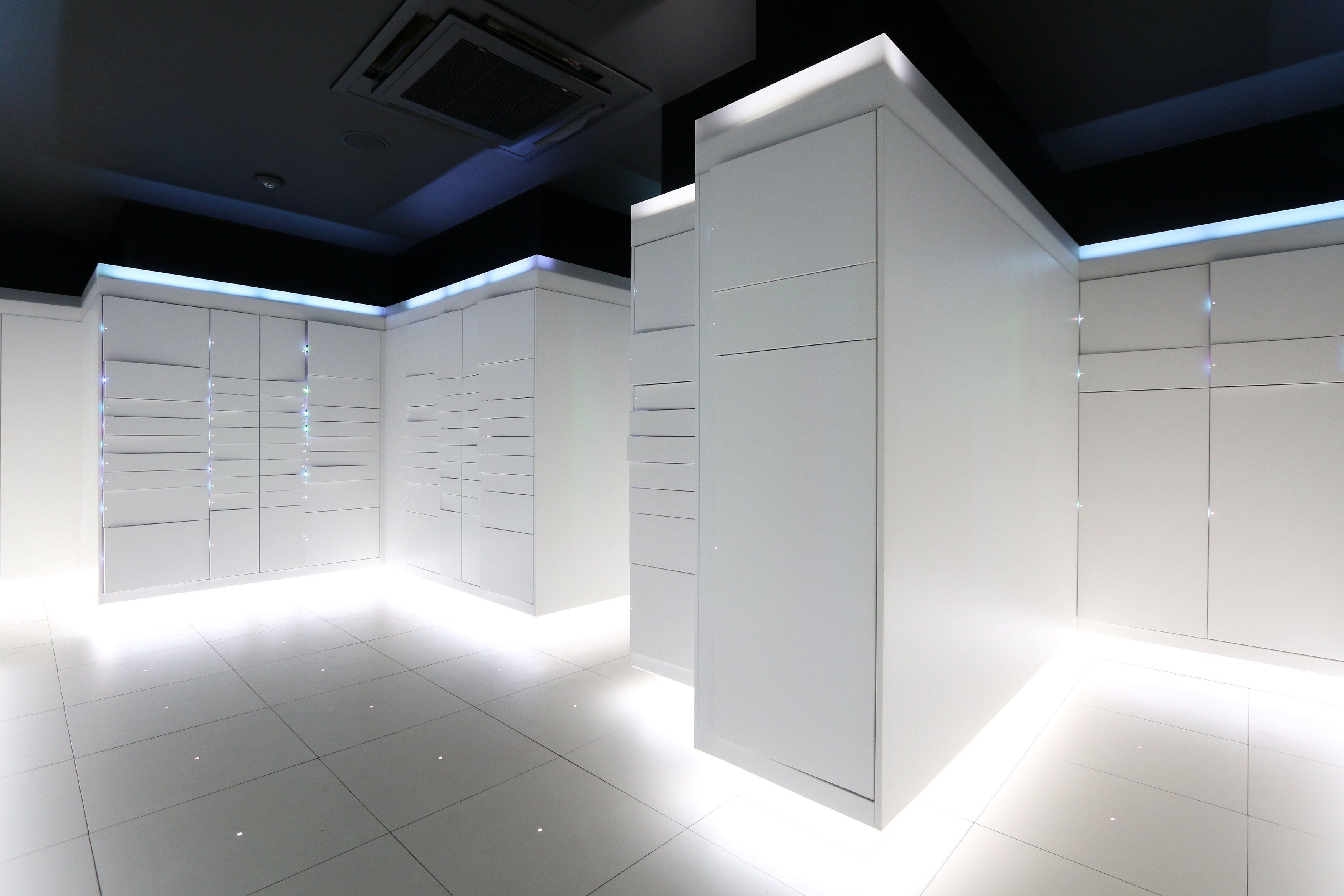
Prodejna budoucnosti v Praze u metra Flora na Vinohradech v roce 2018

## Dobročinnost

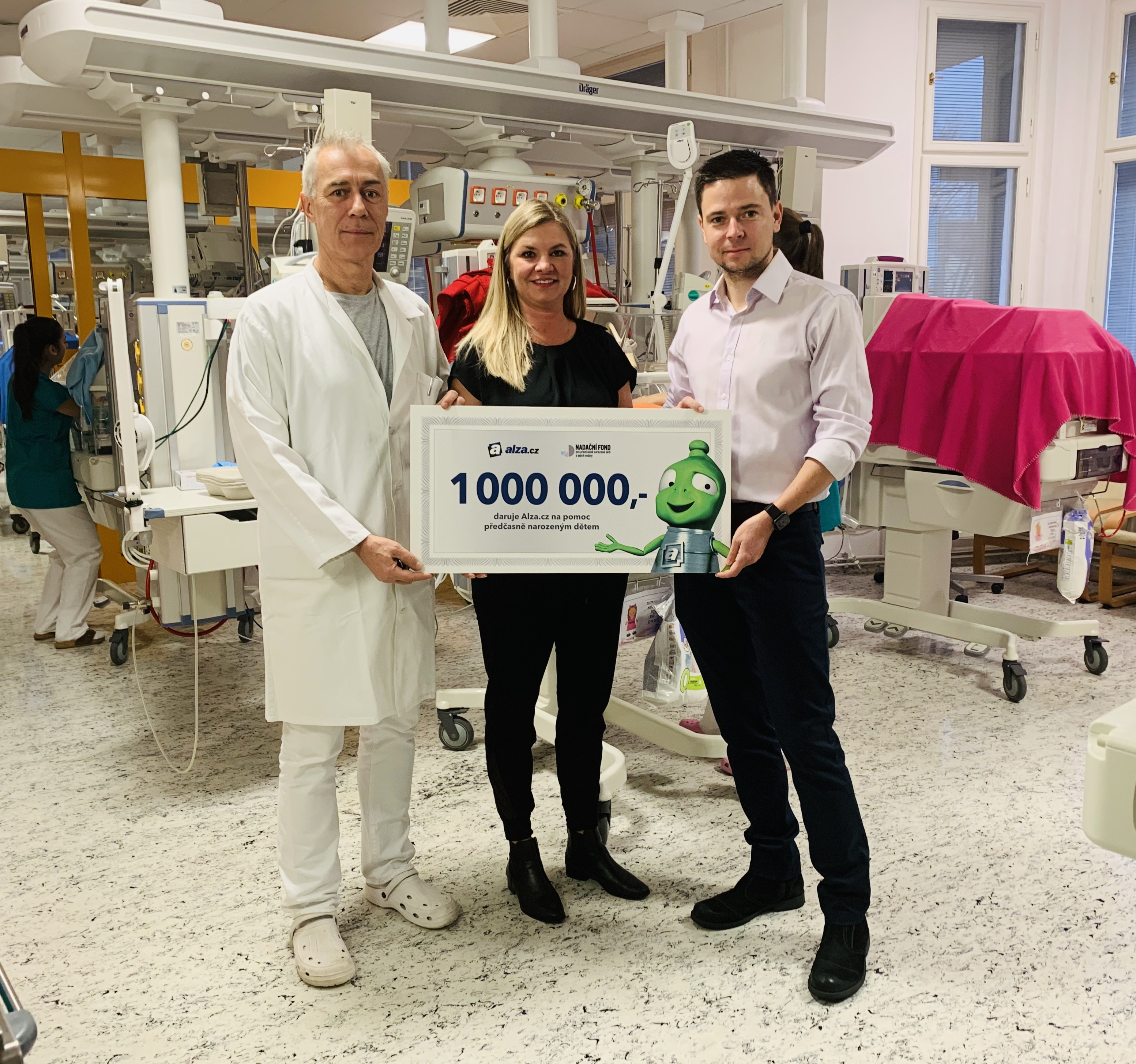
Alza věnovala v roce 2019 milion Kč na péči o předčasně narozené děti

Alza.cz podporuje řadu neziskových organizací a projektů. Od roku 2006 například spolupracuje s občanským sdružením Život dětem s cílem pomáhat nemocným dětem. (mimo jiné prodejem plastových srdíček Život dětem). Od roku 2011 také firma podporuje nově vzniklý Nadační fond proti korupci.
Alza.cz materiálně podpořila mj. tyto neziskové projekty: Fond ohrožených dětí, Sportovní Club Jedličkova ústavu v Praze, Česká společnost AIDS pomoc, Studio Oáza – kulturní centrum pro lidi s mentálním postižením, filmový festival Jeden svět, Pestrá – výcvik psů pro potřebné a mnohé další.
V roce 2013 finančně přispěla i Nadaci Wikimedia, která provozuje i webové stránky Wikipedie. V roce 2022 Alza celkově věnovala na dobročinné účely historicky rekordní částku 55 793 116 Kč.

## Logistická centra
Alza.cz provozuje čtyři logistická centra. Historicky první bylo otevřeno v pražské Holešovické tržnici a v současnosti zásobuje zejména tamní showroom. Aktuálně jsou v České republice v provozu logistická centra v Chrášťanech, Úžicích a Zdibech. Na Slovensku je logistické centrum v Senci a je určeno pro všechny typy zboží.
Zásobování všech poboček Alzy.cz probíhá minimálně dvakrát denně (Praha až 4x), z Chrášťan a Úžic se zásobují Čechy a export směrem na západ, Senec obsluhuje Slovensko, Maďarsko a Rakousko.

## Kritika a kontroverze

### Porušování zákonů a pokuty
V roce 2015 dostala od ČIŽP pokutu 1,8 milionu Kč za dlouhodobé porušování zákona o obalech, dále neplnila ohlašovací povinnosti MŽP. Pokuta od ČOI hrozí za prodej o státním svátku dne 28. října 2016. Alza se brání, že ve dnech státního svátku byly její kamenné pobočky otevřeny pouze za účelem výdeje zboží, řešení reklamací a pro prezentaci výrobků smluvních partnerů, nikoliv za účelem prodeje.

### Mimozemšťan Alzák
Maskot mimozemšťan Alzák vznikl v roce 2007, tedy dva roky po rádiové reklamě, a díky svému zapamatovatelnému vzhledu a vystupování v propagaci si získal silné povědomí. Mezi jeho hlášky se zařadily „Máš to rozbitý!“ nebo popěvek „Sto tabletů týdně.“ Hlas mu propůjčuje dabér a herec Bohdan Tůma. Účinkuje v Česku, na Slovensku a v Maďarsku.
Odpůrci tohoto maskota poukázali zejména na příliš agresivní hlas a chování (např. rozbíjení televize kladivem v jedné z televizních reklam), či na přílišnou infantilnost – jak vzhledovou, tak svými slogany. Jonáš Strouhal, který parodoval Alzáka a po Praze chodil v kostýmu vyčerpaného Alzáka uvedl: „Když člověk přijede do Česka, začne tady žít a vůbec nerozumí českému jazyku, je Alzák první věc, na kterou narazí, když si zapne televizi nebo počítač. První věc, která ho opravdu rozčiluje a štve.“ Alza vyhrála v roce 2013 první místo v anketě serveru Markething.cz o „nejotravnější reklamu“.